# Vuelta a Colombia 1963
La 13.ª etapa edición de la Vuelta a Colombia tuvo lugar entre el 30 de julio y el 15 de agosto de 1963. El antioqueño Martín "Cochise" Rodríguez del equipo Antioquia A se coronó campeón con un tiempo de 70 h, 50 min y 13 s.

## Equipos participantes[1]
| Equipo                  | Categoría  |
| ----------------------- | ---------- |
| Antioquia A             | Aficionado |
| Antioquia B             | Aficionado |
| Antioquia Independiente | Aficionado |
| Boyacá                  | Aficionado |
| Caldas A                | Aficionado |
| Caldas B                | Aficionado |
| Cundinamarca A          | Aficionado |
| Cundinamarca B          | Aficionado |
| Cundinamarca C          | Aficionado |
| Meta                    | Aficionado |
| Norte de Santander      | Aficionado |
| Pereira                 | Aficionado |
| Santander               | Aficionado |
| Santander Independiente | Aficionado |
| Tolima                  | Aficionado |
| Valle                   | Aficionado |

## Etapas
| Etapa      | Fecha        | Recorrido                    | Distancia (km)       | Ganador                    | Líder                      |                      |
| ---------- | ------------ | ---------------------------- | -------------------- | -------------------------- | -------------------------- | -------------------- |
| 1.ª etapa  | 30 de julio  | Villa del Rosario - Pamplona | 81                   | Rubén Darío Gómez          | Rubén Darío Gómez          |                      |
| 2.ª etapa  | 31 de julio  | Pamplona - Bucaramanga       | 129                  | Pablo Enrique Hernández    | Pablo Enrique Hernández    |                      |
| 3.ª etapa  | 1 de agosto  | Bucaramanga - San Gil        | 98                   | Martín "Cochise" Rodríguez | Pablo Enrique Hernández    |                      |
| 4.ª etapa  | 2 de agosto  | San Gil - Sogamoso           | 162                  | Martín "Cochise" Rodríguez | Rubén Darío Gómez          |                      |
| 5.ª etapa  | 3 de agosto  | Sogamoso - Bogotá            | 220                  | Gabriel Halaixt            | Rubén Darío Gómez          |                      |
| 6.ª etapa  | 4 de agosto  | Bogotá - Honda               | 162                  | Martín "Cochise" Rodríguez | Martín "Cochise" Rodríguez |                      |
| 7.ª etapa  | 5 de agosto  | Honda - Manizales            | 143                  | Pablo Enrique Hernández    | Rubén Darío Gómez          |                      |
| 8.ª etapa  | 6 de agosto  | Manizales - Riosucio         | 104                  | Martín "Cochise" Rodríguez | Martín "Cochise" Rodríguez |                      |
| 9.ª etapa  | 7 de agosto  | Riosucio - Medellín          | 160                  | Javier Amado Suárez        | Martín "Cochise" Rodríguez |                      |
|            | 8 de agosto  | Descanso en Medellín         | Descanso en Medellín | Descanso en Medellín       | Descanso en Medellín       | Descanso en Medellín |
| 10.ª etapa | 9 de agosto  | Medellín - Riosucio          | 160                  | Rubén Darío Gómez          | Martín "Cochise" Rodríguez |                      |
| 11.ª etapa | 10 de agosto | Riosucio - Pereira           | 119                  | Alfonso Galvis             | Martín "Cochise" Rodríguez |                      |
| 12.ª etapa | 11 de agosto | Pereira - Cali               | 230                  | Carlos Montoya Arias       | Martín "Cochise" Rodríguez |                      |
| 13.ª etapa | 12 de agosto | Cali - Armenia               | 228                  | Pablo Enrique Hernández    | Martín "Cochise" Rodríguez |                      |
| 14.ª etapa | 13 de agosto | Armenia - Ibagué             | 98                   | Pablo Enrique Hernández    | Martín "Cochise" Rodríguez |                      |
| 15.ª etapa | 14 de agosto | Ibagué - Girardot            | 79 (CRI)             | Martín "Cochise" Rodríguez | Martín "Cochise" Rodríguez |                      |
| 16.ª etapa | 15 de agosto | Girardot - Bogotá            | 137                  | Martín "Cochise" Rodríguez | Martín "Cochise" Rodríguez |                      |

## Clasificaciones finales

### Clasificación general
Los diez primeros en la clasificación general final fueron:
| Clasificación general |                            |              |                   |
| Ciclista              | Ciclista                   | Equipo       | Tiempo            |
| --------------------- | -------------------------- | ------------ | ----------------- |
| 1.º                   | Martín "Cochise" Rodríguez | Antioquia A  | 70 h 50 min 13 s  |
| 2.º                   | Rubén Darío Gómez          | Caldas       | + 33 min 56 s     |
| 3.º                   | Pablo Enrique Hernández    | Cundinamarca | + 40 min 32 s     |
| 4.º                   | Javier Amado Suárez        | Antioquia A  | + 48 min 46 s     |
| 5.º                   | Carlos Montoya Arias       | Valle        | + 1 h 09 min 43 s |
| 6.º                   | José Lubín Maya            | Antioquia A  | + 1 h 52 min 05 s |
| 7.º                   | Pedro Julio Sánchez        | Tolima       | + 2 h 06 min 10 s |
| 8.º                   | Carlos Ariel Betancurt     | Riosucio     | + 2 h 23 min 17 s |
| 9.º                   | Jorge Alfonso Luque        | Cundinamarca | + 2 h 38 min 33 s |
| 10.º                  | Gabriel Halaixt            | Antioquia A  | + 2 h 41 min 10 s |

### Clasificación de la montaña
| Clasificación de la montaña |                         |         |        |
| Ciclista                    | Ciclista                | Equipo  | Puntos |
| --------------------------- | ----------------------- | ------- | ------ |
| 1.º                         | Pablo Enrique Hernández | Pereira | 65     |
| 2.º                         | Carlos Montoya Arias    | Valle   | 44     |
| 3.º                         | Rubén Darío Gómez       | Pereira | 42     |

### Clasificación de los novatos
| Clasificación de los novatos |              |                         |                  |
| Ciclista                     | Ciclista     | Equipo                  | Tiempo           |
| ---------------------------- | ------------ | ----------------------- | ---------------- |
| 1.º                          | Héctor Muñoz | Antioquia Independiente | 72 h 22 min 37 s |
| 2.º                          | Jaime Ospina | Caldas B                | + 4 min 22 s     |

### Clasificación por equipos
| Clasificación por equipos |             |                   |
| Equipo                    | Equipo      | Tiempo            |
| ------------------------- | ----------- | ----------------- |
| 1.º                       | Antioquia A | 214 h 55 min 41 s |
| 2.º                       | Pereira     | + 42 min 22 s     |
| 3.º                       | Tolima      | + 7 h 27 min 53 s |